# Quản lý tổng hợp dự án
Quản lý tổng hợp dự án (tạm dịch từ Project Integration Management) là một phạm vi kiến thức (knowledge area) trong cuốn Project Management Body of Knowledge được Viện Quản lý Dự Án ban hành vào tháng 1 năm 2013.
Quản lý tích hợp dự án gồm 6 quy trình:
· Xây dựng điều lệ dự án (Develop Project Charter)
· Xây dựng kế hoạch quản lý dự án (Develop Project Management Plan)
· Chỉ đạo và quản lý công việc dự án (Direct and Manage Project Work)
· Theo dõi và kiểm soát công việc dự án (Monitor and Control Project Work)
· Thực hiện kiểm soát thay đổi tích hợp (Perform Integrated Change Control)
· Kết thúc dự án hay giai đoạn (Close Project or Phase)
1. Xây dựng điều lệ dự án (Develop Project Charter): là quy trình xây dựng tài liệu chính thức cho phép sự tồn tại của dự án và cho phép nhà quản lý dự án có quyền sử dụng các nguồn lực của tổ chức vào các hoạt động của dự án. Lợi ích của quy trình này là xác nhận rõ ràng ngày bắt đầu dự án và các ranh giới dự án, tạo ra hồ sơ dự án và có được sự thừa nhận cũng như cam kết chính thức của quản lý cấp cao với dự án.
2. Xây dựng kế hoạch quản lý dự án (Develop Project Management Plan): là quy trình xác định, chuẩn bị và phối hợp tất cả các kế hoạch con của 9 lĩnh vực kiến thức (phạm vi, thời gian, chi phí, chất lượng, giao tiếp, nhân sự, rủi ro, mua sắm, các bên liên quan) và tích hợp chúng vào một kế hoạch quản lý dự án toàn diện. Lợi ích của quy trình này là cung cấp một tài liệu tập trung làm cơ sở cho tất cả các công việc dự án
3. Chỉ đạo và quản lý công việc dự án (Direct and Manage Project Work): là quy trình lãnh đạo và thực hiện công việc được xác định trong kế hoạch quản lý dự án và thực hiện các thay đổi đã được phê duyệt để đạt được mục tiêu của dự án. Lợi ích của quy trình này là quản lý toàn bộ công việc của dự án.
4. Theo dõi và kiểm soát công việc dự án (Monitor and Control Project Work): là quy trình theo dõi, rà soát và báo cáo tiến độ để đáp ứng các mục tiêu được xác định trong kế hoạch quản lý dự án. Lợi ích của quy trình này là cho phép các bên liên quan hiểu được trạng thái hiện tại của dự án, các bước thực hiện, và dự báo về ngân sách, lịch trình và phạm vi dự án.
5. Thực hiện kiểm soát thay đổi tích hợp (Perform Integrated Change Control): là quy trình xem xét tất cả các yêu cầu thay đổi; phê duyệt những thay đổi và quản lý thay đổi liên quan đến sản phẩm bàn giao, tài sản quy trình tổ chức, tài liệu dự án và kế hoạch quản lý dự án; và truyền thông quyết định cuối cùng đối với các yêu cầu thay đổi. Quy trình này xem xét tất cả các yêu cầu liên quan đến thay đổi hay sửa đổi tài liệu dự án, sản phẩm bàn giao, đường cơ sở dự án, hay kế hoạch dự án, và phê duyệt hoặc từ chối các yêu cầu đó. Lợi ích của quy trình này là cho phép lập tài liệu các thay đổi trong dự án, xem xét ở một cái nhìn tích hợp tất cả các lĩnh vực kiến thức, giảm thiểu rủi ro dự án do thay đổi gây ra.
6. Kết thúc dự án hay giai đoạn (Close Project or Phase): là quy trình hoàn thiện tất cả các hoạt động của tất cả các nhóm quy trình quản lý dự án nhằm chính thức hoàn thành dự án hoặc giai đoạn. Lợi ích của quy trình này là cung cấp bài học kinh nghiệm, kết thúc chính thức của công việc dự án, và trả các nguồn lực dự án về cho tổ chức để phục vụ các dự án hay công việc khác.